# Іслам в Росії

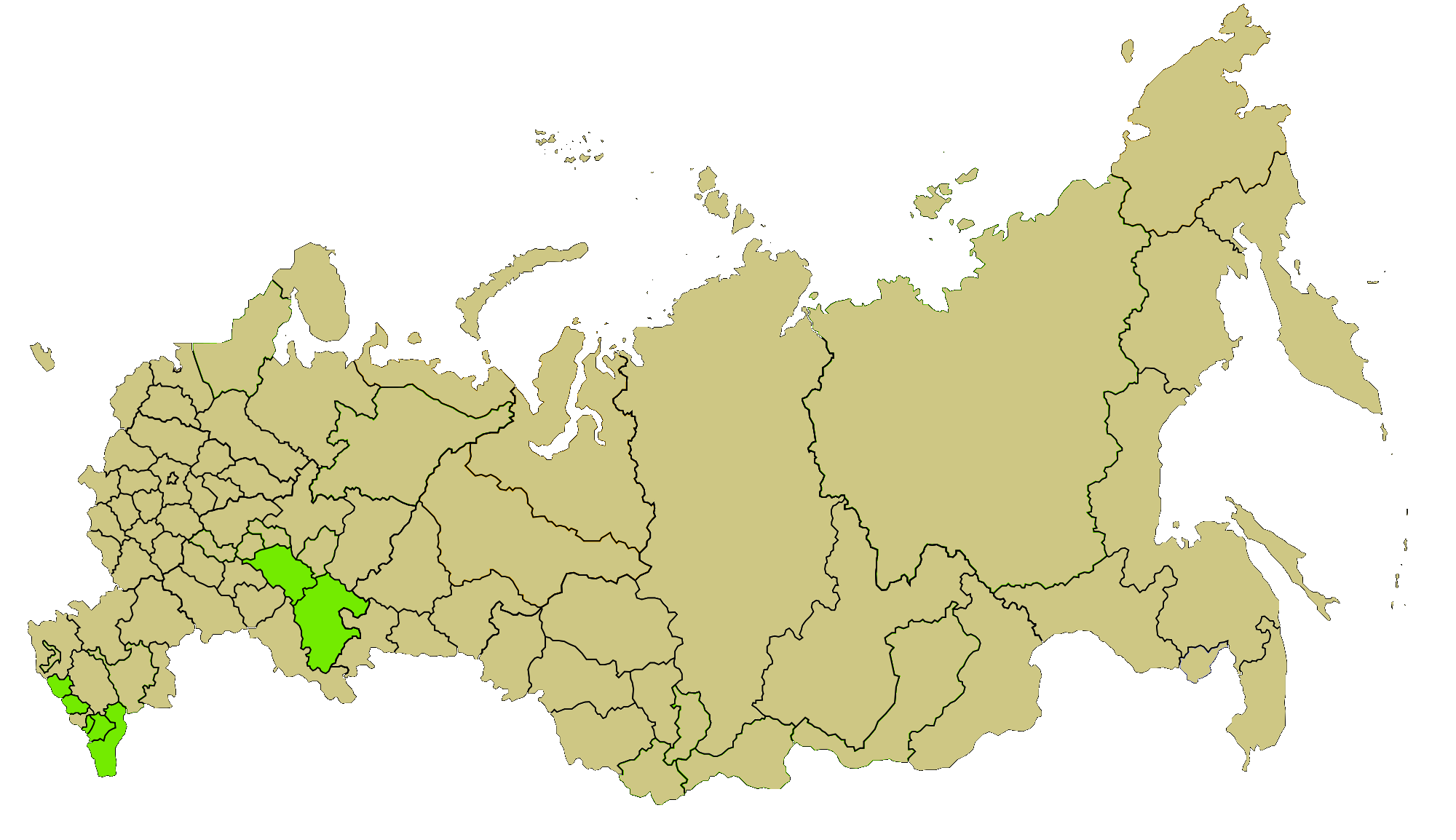
Суб'єкти РФ, в яких більшість складають представники мусульманських народів

Іслам є другою по чисельності вірян релігія в Російській Федерації після християнства.
Точна чисельність мусульман в Росії до цих пір не з'ясована остаточно і є предметом дискусій. За даними перепису населення 2002 року, чисельність традиційно мусульманських народів в Росії становила приблизно 14,5 млн чол. — близько 10 % населення країни. За твердженням Духовного управління мусульман європейської частини РФ, прихильників ісламу в Росії на той момент налічувалося до 20 мільйонів. «Етнічні мусульмани», тобто народи, традиційно сповідують іслам, згідно з переписом 2002 року, становлять більшість населення в семи суб'єктах Російської Федерації: в Інгушетії (98 %), в Чечні (96 %), в Дагестані (94 %), в Кабардино-Балкарії (70 %), в Карачаєво-Черкесії (54,6 %), в Башкортостані (54,5 %), в Татарстані (54 %). При цьому слід мати на увазі, що під час перепису питання про віросповідання не ставилося і, що не всі «етнічні мусульмани» фактично сповідують іслам — так, за результатами опитування, проведеного в 2012 році дослідницьким центром «Среда», лише 42 % мусульман заявили про те, що релігія відіграє важливу роль в їхньому житті і що вони дотримуються всі релігійні приписи. Дані соціологічних опитувань та вибіркових досліджень етнічного складу конфесійних громад дають підстави припустити, що в Росії від 10 до 15 % «етнічних мусульман» дотримуються інших віросповідань, перш за все православного християнства. У той же час відомо багато випадків звернення в іслам росіян, які не є «етнічними мусульманами». Фахівці в питаннях релігії вважають, що число російських мусульман становить від 2 до 20 тисяч чоловік.
Чисельність мусульман продовжує рости за рахунок природного приросту, особливо серед народів Північного Кавказу, а також за рахунок мігрантів, головним чином з країн Середньої Азії та Азербайджану. Це призводить до значних темпах збільшення частки мусульман в населенні РФ. Так, за результатами опитування «Левада-Центру», частка які сповідують іслам громадян в Росії зросла з 4 % в грудні 2009 року до 7 % в листопаді 2012 року (для порівняння, у 2009 році до православних себе віднесли 80 % респондентів, а в листопаді 2012 року лише 74 %). Іншими словами, в Росії з 2009 року скоротилося число громадян, які сповідують православ'я і збільшилася частка, які сповідують іслам.
За даними дослідження «Арена: Атлас релігій і національностей», проведеного Дослідницької службою «Середовище» в 2012 році, 6,5 % росіян є послідовниками ісламу. При цьому 1,7 % росіян відносять себе до сунітів, менше 0,5 % до шиїтів, а 4,7 % заявляють, що не є ні сунітами, ні шиїтами.
В даний час відбувається процес духовного возз'єднання російських мусульман з одновірцями за кордоном, усвідомлення російськими мусульманами, що вони складають частину ісламського світу.